# Vasyl Rachyba
Vasyl Dmytrovych Rachyba –en ucraniano, Василь Дмитрович Рачиба– (Kropyvnyk, 27 de enero de 1982) es un deportista ucraniano que compitió en lucha grecorromana.
Ganó dos medallas en el Campeonato Europeo de Lucha, oro en 2011 y plata en 2004. Participó en los Juegos Olímpicos de Londres 2012, ocupando el octavo lugar en la categoría de 84 kg.

## Palmarés internacional
| Campeonato Europeo | Campeonato Europeo  | Campeonato Europeo | Campeonato Europeo |
| Año                | Lugar               | Medalla            | Categoría          |
| ------------------ | ------------------- | ------------------ | ------------------ |
| 2004               | Haparanda (Suecia)  | Medalla de plata   | 74 kg              |
| 2011               | Dortmund (Alemania) | Medalla de oro     | 84 kg              |